# Obnova (časopis)
Obnova - časopis za kulturu, društvo i politiku je hrvatski multidisciplinarni časopis koji izdaje Udruga Obnova. Suizdavač časopisa je Ogranak Matice hrvatske u Velikoj Gorici.

## Povijest
Udruga Obnova okuplja veći broj studenata s niza zagrebačkih fakulteta, poput Pravnog fakulteta, Filozofskog fakulteta, Hrvatskih studija, Akademije likovnih umjetnosti, Ekonomskog fakulteta, Katoličkog bogoslovnog fakulteta, Medicinskog fakulteta, zatim Hrvatskog katoličkog sveučilišta te drugih hrvatskih fakulteta i viših škola. Također okuplja i niz mladih intelektualaca, akademski obrazovanih građana te maturanata iz Zagreba i Hrvatske.
Časopis je svojevrsna platforma za argumentirani dijalog ili, u slučaju suprotnih stavova i mišljenja, polemiku između članova udruge, autora časopisa i javnosti.
Prvi broj Obnove javnosti je predstavljen 28. studenoga 2013. godine u velikoj dvorani Matice hrvatske u Zagrebu, a obrađivao je temu kulturne hegemonije. Do 2016. godine izišlo je pet brojeva časopisa. Udruga je do sada također održala niz predavanja i predstavljanja časopisa kao i same udruge u nekoliko hrvatskih gradova. Svako predstavljanje novog broja časopisa udruga Obnova organizira kao svojevrstan kulturni i društveni događaj kojemu nazoči veći broj zainteresirane studentske populacije, kao i članova hrvatske akademske zajednice.
Uredništvo časopisa čine Davor Dijanović i Mario Tomas, a glavni i odgovorni urednik je Marko Paradžik.

## Sadržaj
Struktura časopisa sastoji se od tri dijela. 
Prvi su dio razgovori s određenim osobama čiji autoritet i kompetentnost u određenoj temi izviru iz njihovog životnog obrazovanja, kako formalnoga, tako i neformalnoga. 
Drugi su dio radovi članova Obnove koji temu obrađuju iz različitih perspektiva te se odlikuju znanstvenim pristupom i osobnim literarnim stilom autora.
Obnova posebnu pozornost pridaje umjetnosti pa je stoga posljednja cjelina časopisa posvećena likovnoj, kazališnoj, filmskoj, glazbenoj te književnoj umjetnosti. Radove iz vizualne umjetnosti izlažu likovni umjetnici i studenti likovnih akademija iz Republike Hrvatske te van nje. Posebnost svakog broja časopisa Obnova jest njegova naslovnica za koju likovni umjetnici izrađuju umjetničku sliku.

## Vanjske poveznice
Mrežna mjesta
- Službene mrežne stranice
- Službena Facebookova stranica
- Službeni kanal na Youtubeu
- Časopis Obnova, br. 1., 2013., Kulturna hegemonija